# Iouri Bakhrouchine
 (septembre 2021).
Si vous disposez d'ouvrages ou d'articles de référence ou si vous connaissez des sites web de qualité traitant du thème abordé ici, merci de compléter l'article en donnant les références utiles à sa vérifiabilité et en les liant à la section « Notes et références ».
Iouri Alexeïevitch Bakhrouchine (Ю́рий Алексе́евич Бахру́шин), né le 15/27 janvier 1896 à Moscou et mort le 4 août 1973 à Moscou (URSS) est un spécialiste de l'histoire du ballet, critique de théâtre et pédagogue soviétique,.

## Biographie
Il naît dans une famille de marchands fameuse de Moscou. Son père, le riche entrepreneur Alexeï Alexandrovitch Bakhrouchine (1865-1929), est mécène, collectionneur d'antiquités liées au théâtre et fondateur à Moscou du Musée du Théâtre qui porte aujourd'hui son nom. Sa mère, Vera Vassilevna Nossova (1875-1942) était la fille du riche entrepreneur Vassili Nossov. 
Iouri Bakhrouchine termine ses études à la Realschule (Realnoïe outchilichtche) de Voskressenski, puis à l'Institut Lazarev des langues orientales. Il prend aussi des cours de peinture aux cours des travailleurs de la Pretchistenka à Moscou à l'atelier d'Ivan Doudine et celui de Constantin Iouon. En 1917, il sert au régiment Izmaïlovski de Pétrograd, puis après la Révolution d'Octobre, dans l'Armée rouge. Il est démobilisé quelques mois plus tard.
De 1918 à 1924, Bakhrouchine est assistant au département de la production du Théâtre Bolchoï, puis commence à se spécialiser dans l'histoire du ballet en rassemblant toute sorte d'archives qu'il va poursuivre jusqu'à la fin de sa vie. De 1924 à 1935, il dirige la production et de 1935 à 1938 la partie littéraire du Théâtre musical de Moscou.
Basé sur sa documentation personnelle, il publie un livre en 1928 sur les souvenirs du scénographe Karl Walz, qui fut un grand décorateur du Théâtre Mariinsky avant la Révolution et dans les années 1940, un livre sur les souvenirs des maîtres de ballet Adam Glouchkovski et Ivan Wahlberg, revus par Iouri Slonimski et lui-même. À partir du début des années 1940, il publie dans différentes revues des recensions sur les premières des ballet du Théâtre Bolchoï, des concerts du Théâtre musical Stanislavski et Nemirovitch-Dantchenko, ainsi que des articles sur le ballet en général.  
Il commence en 1943 à enseigner l'histoire du ballet à l'École de ballet de Moscou, puis à l'Université d'art théâtral (GITIS) et à l'École de danse du ballet Moïsseïev. Tous les spécialistes du ballet russe des années 1950 et 1970 furent ses anciens élèves.
En 1948, après un cycle de conférences sur l'histoire du ballet russe, Iouri Bakhrouchine commence un travail qui va être l'œuvre de sa vie :l'« Histoire du ballet russe » qui paraît en 1965. Dans un style concentré, il part de l'origine du ballet en Russie, jusqu'à la Révolution de 1917. Ce livre figure rapidement sur la liste de recommandation des établissements d'enseignement liés la culture, en particulier toutes les écoles de ballet et de théâtre en URSS avec des tirages considérables et plusieurs rééditions. C'est toujours un livre à la base des manuels d'aujourd'hui, malgré quelques aspects politiques et idéologiques obligés à l'époque de sa rédaction.
Dans les dernières années de sa vie, Bakhrouchine étudie aussi l'histoire du ballet russe en province du XVIIIe siècle jusqu'au début du XIXe siècle, et les débuts de l'école du ballet moscovite, mais cet ouvrage est inachevé. Ses Mémoires publiés de manière posthume en 1994 constituent une mine d'information sur la vie culturelle moscovite.

## Publications

### Livres
- Iouri А. Bakhrouchine, A.A. Gorski, Moscou-Léningrad, éd. Iskousstvo, 1946
- Iouri А. Bakhrouchine, Histoire du ballet russe, Moscou, éd. Sovietskaïa Rossiïa, 1965
- Iouri А. Bakhrouchine, Histoire du ballet russe, lire en ligne, Moscou, éd. Prosvechtchenie, 1973
- Iouri А. Bakhrouchine, Histoire du ballet russe, lire en ligne, Moscou, 1977
- Iouri А. Bakhrouchine, Histoire du ballet russe, lire en ligne, Moscou, éd. Planeta mouziki, 2009
- Iouri А. Bakhrouchine, Souvenirs, lire en ligne, Moscou, éd. Koudojestvennaïa literatoura, 1994
- Iouri А. Bakhrouchine, Souvenirs, lire en ligne, éd. Musée théâtral Bakhrouchine, 2012

### Sélection d'articles
- Iouri Bakhrouchine, Petipa, in Ekran, Moscou, 1922 no 29
- Iouri Bakhrouchine, Les ballets de Tchaïkovski et leur histoire scénique, in Tchaïkovski et le théâtre. Articles et documents, éd. A.I. Chaverdian, Moscou-Léningrad, éd. Iskousstvo, 1940
- Iouri Bakhrouchine, Le ballet du Théâtre Bolchoï, Théâtre Bolchoï, URSS, lire en ligne, Moscou, éd. Théâtre académique d'État Bolchoï de l'Ordre de Lénine, URSS, 1947
- Iouri Bakhrouchine, Le ballet de la province russe du début du XIXe siècle, in Ballet soviétique, Moscou, 1982
- Iouri Bakhrouchine, Nos compagnies de ballet, Moscou, 2005, no 3

## Source de la traduction
- (ru) Cet article est partiellement ou en totalité issu de l’article de Wikipédia en russe intitulé « Бахрушин, Юрий Алексеевич » (voir la liste des auteurs).